# Salix balfouriana
Salix balfouriana ist ein Strauch oder kleiner Baum aus der Gattung der Weiden (Salix) mit rötlich schwarzen und filzig behaarten jungen Zweigen und bis zu 8 selten auch 18 Zentimeter langen Blattspreiten. Das natürliche Verbreitungsgebiet der Art liegt in China.

## Beschreibung
Salix balfouriana ist ein bis zu 5 Meter hoher Strauch oder Baum mit rötlich schwarzen und filzig behaarten jungen Zweigen. Zweijährige Zweige sind kahl oder leicht fein behaart. Die Knospen sind schwarzbraun und ebenfalls fein behaart. Die Laubblätter haben einen 1 bis 1,5 Zentimeter langen, fein behaarten Stiel. Die Blattspreite ist 6 bis 8 selten 12 Zentimeter lang und 2 bis 4 Zentimeter breit. An Jungtrieben werden selten auch Längen von bis zu 18 Zentimetern erreicht. Die Spreite ist elliptisch, elliptisch länglich oder verkehrt-eiförmig-länglich, mit spitzer oder stumpfer Spitze, gerundeter oder breit keilförmiger Basis und ganzrandigem oder drüsig gezähntem Blattrand. Die Blattoberseite junger Blätter ist rostbraun und filzig behaart, bei älteren Blättern kahl und weißlich. Die Unterseite ist dunkelgrün, kahl oder entlang der Blattadern flaumhaarig. Abgefallene Blätter aus dem Vorjahr sind graubraun.
Als männliche Blütenstände werden 2 bis selten 4 Zentimeter lange und 6 bis 10 Millimeter durchmessende Kätzchen gebildet. Der Blütenstandsstiel ist kurz oder nicht vorhanden und kann an der Basis ein oder zwei kleine Blätter haben. Die Tragblätter sind verkehrt-eiförmig-länglich, mit abgerundet-gestutzter oder gekerbter Spitze. Die Blattoberseite ist kahl oder leicht fein behaart, die Unterseite ist an der Spitze rötlich gelb, flaumig behaart und bewimpert. Männliche Blüten haben eine adaxial und eine abaxial angeordnete Nektardrüse. Die zwei freistehende Staubblätter haben beinahe vollständig fein behaarte Staubfäden und gelbe oder selten rote Staubbeutel. Weibliche Blütenstände sind bis zu 8 Zentimeter lang und haben einen langgestreckten Stiel. Die weiblichen Blüten haben eine adaxiale Nektardrüse. Der Fruchtknoten ist sitzend, eiförmig-konisch, flaumhaarig und rötlich purpurfarben. Der Griffel ist lang und zweilappig, die Narbe ist zweispaltig. Als Früchte werden 5,5 Millimeter lange, beinahe kahle Kapseln gebildet. Salix balfouriana blüht vor oder gleichzeitig mit dem Blattaustrieb von April bis Mai, die Früchte reifen im Juni und Juli.

## Vorkommen und Standortansprüche
Das natürliche Verbreitungsgebiet liegt in Dickichten und auf Berghängen in Höhen von 2800 bis 4000 Metern in der chinesischen Provinz Sichuan und im Nordwesten der chinesischen Provinz Yunnan.

## Systematik
Salix balfouriana ist eine Art aus der Gattung der Weiden (Salix) in der Familie der Weidengewächse (Salicaceae). Dort wird sie der Sektion Psilostigmatae zugeordnet. Sie wurde 1936 von Camillo Karl Schneider erstmals wissenschaftlich beschrieben. Der Gattungsname Salix stammt aus dem Lateinischen und wurde schon von den Römern für verschiedene Weidenarten verwendet.

## Nachweise